# Wladimir Jurjewitsch Tarassow
Wladimir Jurjewitsch Tarassow (russisch Владимир Юрьевич Тарасов; * 21. März 1968 in Nowosibirsk, Russische SFSR, Sowjetunion) ist ein ehemaliger russischer Eishockeyspieler.

## Karriere
Von 1986 bis 1991 lief Tarassow für Metallurg Nowokusnezk auf. 1991 wechselte er zum HK Lada Toljatti. Mit Lada wurde der Angreifer 1994 und 1996 GUS-Meister. Zudem gewann er den Europapokal 1996. Danach spielte der Verteidiger für Sewerstal Tscherepowez, SKA Sankt Petersburg und ZSK WWS Samara. Seine Karriere ließ Tarassow in Weißrussland bei Chimik-SKA Nawapolazk ausklingen.

### International
Tarassow stand im Aufgebot seines Landes bei den Olympischen Winterspielen 1994 in Lillehammer.